# Pringy (Seine-et-Marne)
Pringy ist eine französische Gemeinde mit 3.861 Einwohnern (Stand: 1. Januar 2022) im Département Seine-et-Marne in der Region Île-de-France. Sie gehört zum Arrondissement Melun und zum Kanton Saint-Fargeau-Ponthierry (bis 2015: Kanton Perthes).
Die Einwohner werden Pringiaciens genannt.

## Geographie
Pringy liegt etwa elf Kilometer westsüdwestlich von Melun am Fluss École. Die Gemeinde liegt im Regionalen Naturpark Gâtinais français.
Durch die Gemeinde führt die frühere Route nationale 7 (heutige D607).

### Nachbargemeinden
Umgeben ist Pringy von Saint-Fargeau-Ponthierry im Norden und Westen, Boissise-le-Roi im Norden und Osten sowie Saint-Sauveur-sur-École im Süden.

## Bevölkerungsentwicklung
| 1962 | 1968 | 1975 | 1982 | 1990 | 1999 | 2006 | 2012 |
| ---- | ---- | ---- | ---- | ---- | ---- | ---- | ---- |
| 917  | 1045 | 1317 | 1792 | 2253 | 2316 | 2541 | 2549 |

## Partnergemeinden
Mit der britischen Gemeinde Pucklechurch in der englischen Unitary Authority South Gloucestershire besteht eine Partnerschaft.

## Sehenswürdigkeiten
- Ruinen der Kirche Notre-Dame de Corbeil (Monument historique)
- Kirche Notre-Dame
- Schloss Montgermont aus dem 18. und 19. Jahrhundert

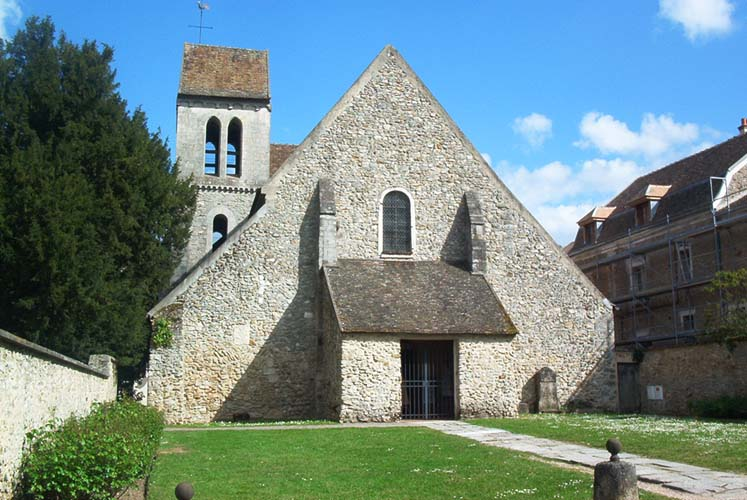
Kirche Saint-Denis

- Rathaus mit Park